# Liste der Members des Order of Canada/Y
Diese Liste gibt einen Überblick aller Personen, denen die Auszeichnung Member of the Order of Canada verliehen wurde.

## Y
1. Martin Yaffe (2015)
2. Phyllis Yaffe (2015)
3. Clotilda Adessa Yakimchuk
4. Kim Yaroshevskaya
5. Jack Yazer
6. Sylvia Yeoman
7. John Yesno
8. Morden Yolles
9. Toyoshi Yoshihara
10. Elwy Yost
11. Carol Davey Young
12. David A. Young
13. Donald Alcoe Young
14. Kue Young
15. Neil Young
16. Noreen Isabel Young
17. Robert Norman Young
18. William J. Young (2013)
19. Isadore Yukon